# Cattedrale di Santiago del Estero
La Cattedrale Basilica di Nostra Signora del Carmine (Catedral Basílica Nuestra Señora del Carmen in spagnolo) è il principale edificio di culto cattolico della città argentina di Santiago del Estero, capoluogo della provincia omonima. È sede dell'arcidiocesi di Santiago del Estero. Fu dichiarata monumento nazionale con il decreto N° 12723 del 28 luglio 1953.

## Storia
Il 14 maggio 1570 Pio V, mediante la bolla Super specula militantis ecclesiae, istituì la diocesi del Tucumán con sede nella città di Santiago del Estero. Un primo rudimentale tempio fu aperto al culto il 18 novembre 1578 risultando così essere la prima cattedrale nel territorio dell'odierna Argentina. Nel primo decennio del XVII secolo l'edificio si trovava già in condizioni talmente precarie da dover essere ricostruito nel 1612. Questa seconda chiesa però andò distrutta in un incendio il 5 luglio 1615.
Le autorità civili e religiose locali decisero di costruire una terza cattedrale che fu inaugurata il 30 gennaio 1617 e consacrata il 29 giugno 1621 da Pedro de Carranza, primo vescovo di Buenos Aires. Questa chiesa fu danneggiata da due inondazioni del río Dulce, la prima nel 1630 e la seconda nel 1663. Nel 1670 la cattedrale crollò a causa di una terza alluvione.
Dopo anni di abbandono, il 17 novembre 1677 venne posta la prima pietra di una nuova cattedrale, posta a due isolati più ad ovest del vecchio edificio, alla presenza del governatore del Tucumán José de Garro. Nel 1682 i lavori di costruzione si arrestarono per alcuni anni. Grazie allo sforzo del governatore del Tucumán Tomás Félix de Argandoña la cattedrale poté essere ultimata e aperta al culto il 27 ottobre 1686. Il 15 ottobre 1696 il re Carlo II di Spagna autorizzò il trasferimento della sede della diocesi nella città di Córdoba. Il 4 luglio 1817 parte della chiesa crollò a causa di un terremoto. Due anni dopo franò anche il tetto che non fu più sistemato.
La prima pietra dell'attuale edificio fu posta il 26 agosto 1868. Dopo nove anni di lavori la nuova chiesa fu consacrata al 13 gennaio 1877. Fu elevata dal rango di cattedrale da papa Pio X il 25 marzo 1907, quando fu eretta la diocesi di Santiago del Estero, elevata ad arcidiocesi e sede primaziale nel 2024. Il 20 gennaio 1971, papa Paolo VI concesse alla cattedrale il titolo di basilica minore.

## Descrizione
La facciata, presenta un pronao sorretto da sei colonne corinzie ed è compresa tra due campanili. Sul frontone triangolare con bassorilievi, realizzati nel 1940, è rappresentata la scena in cui Gesù Cristo e gli apostoli. Sul fregio vi è incisa l'iscrizione "Instruid a todas las Naciones".
L'interno è suddiviso in tre navate con cappelle laterali. La navata centrale attraversa la pianta a forma di croce latina ed è coronata da una cupola coperta da azulejos francesi. Le navate laterali ospitano altari, immagini e ornamenti liturgici decorati con archi, volte e un'imponente cupola. Nella navata sinistra si trova la cappella del Santissimo Sacramento, il cui altare è custodito da un Crocifisso della famiglia di Andrés Chazarreta, chiamato "Señor de la Salud" (Signore della Salute).